# Putorino
Le village de Putorino (Māori: Pūtōrino) est une petite localité agricole située dans le nord de Hawke's Bay, sur le côté est de l'île du Nord de la Nouvelle-Zélande.

## Situation
Elle est localisée sur le trajet de la route State Highway 2/S H 2 (en) entre les villes de Tutira et de Mohaka, sur la limite entre la ville de Hastings et la localité d’Wairoa.

## Histoire
Pūtōrino était à l'origine un village Māori situé à l'embouchure du fleuve  Waikari, au niveau d’un point d’arrêt important pour les canoës. 
Il devint un lieu de colonisation européenne en 1860, et se déplaça vers l'intérieur des terres sur la route allant de Napier à Wairoa au début du XXe siècle.
Le village moderne comprend un hôtel et un centre sportif.

## Éducation
L’école de Putorino School est une école primaire, publique, mixte avec un effectif de 15 élèves en mars 2021